# Brandis
Brandis [ˈbrandɪs] ist eine Kleinstadt im sächsischen Landkreis Leipzig, etwa 20 km östlich von Leipzig.

## Geografie

### Lage
Brandis erstreckt sich im Osten der Leipziger Tieflandsbucht. Die Landschaft wird geprägt durch den 179 m hohen Kohlenberg mit seiner waldreichen Umgebung. Der Ortsteil Waldsteinberg liegt mitten in dieser waldreichen hügeligen Landschaft. Der Ortsteil Beucha wird durch die weithin sichtbare Bergkirche geprägt. Im Stadtgebiet befinden sich auch mehrere Granitporphyrsteinbrüche. In ihnen wurden unter anderem auch die Steine für das Völkerschlachtdenkmal in Leipzig gebrochen.

### Ortsteile
- Beucha mit Kleinsteinberg und Wolfshain
- Brandis
- Polenz
- Waldsteinberg

## Geschichte

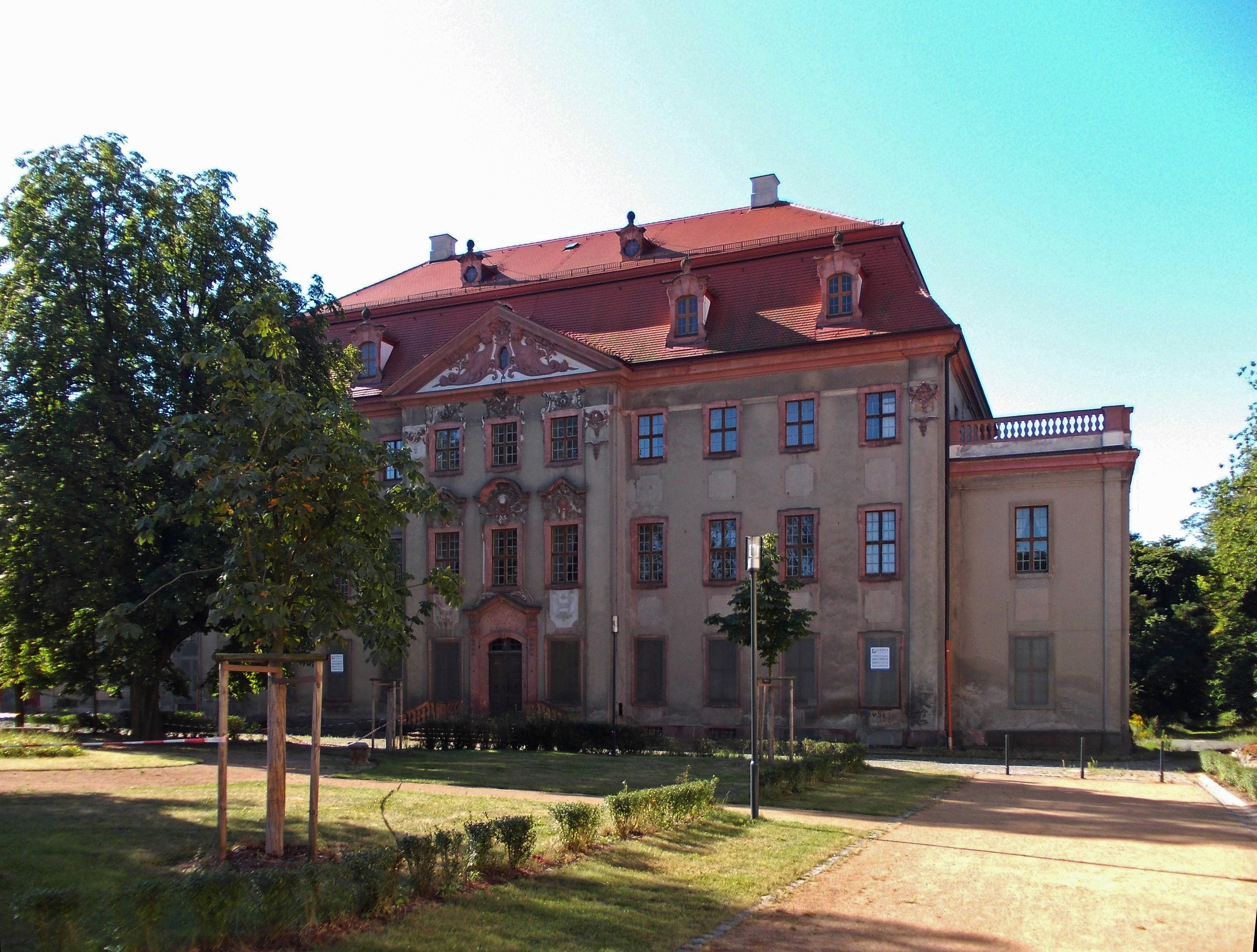
Schloss Brandis

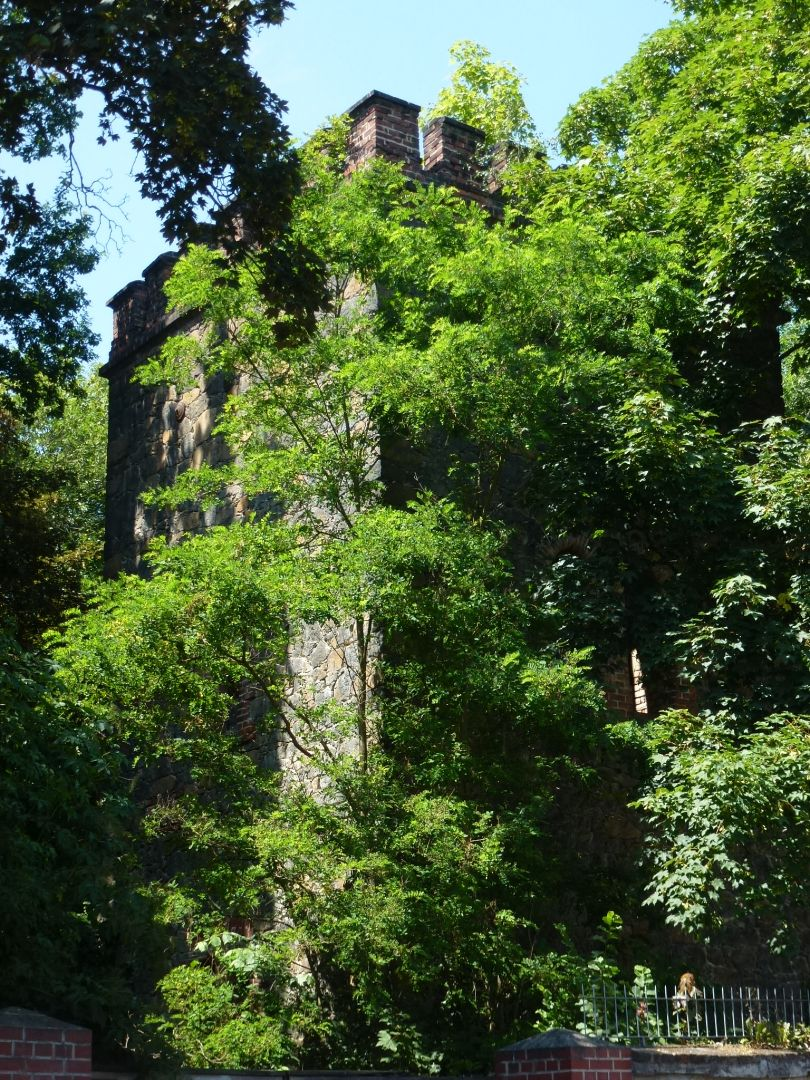
Turm im Schlosspark

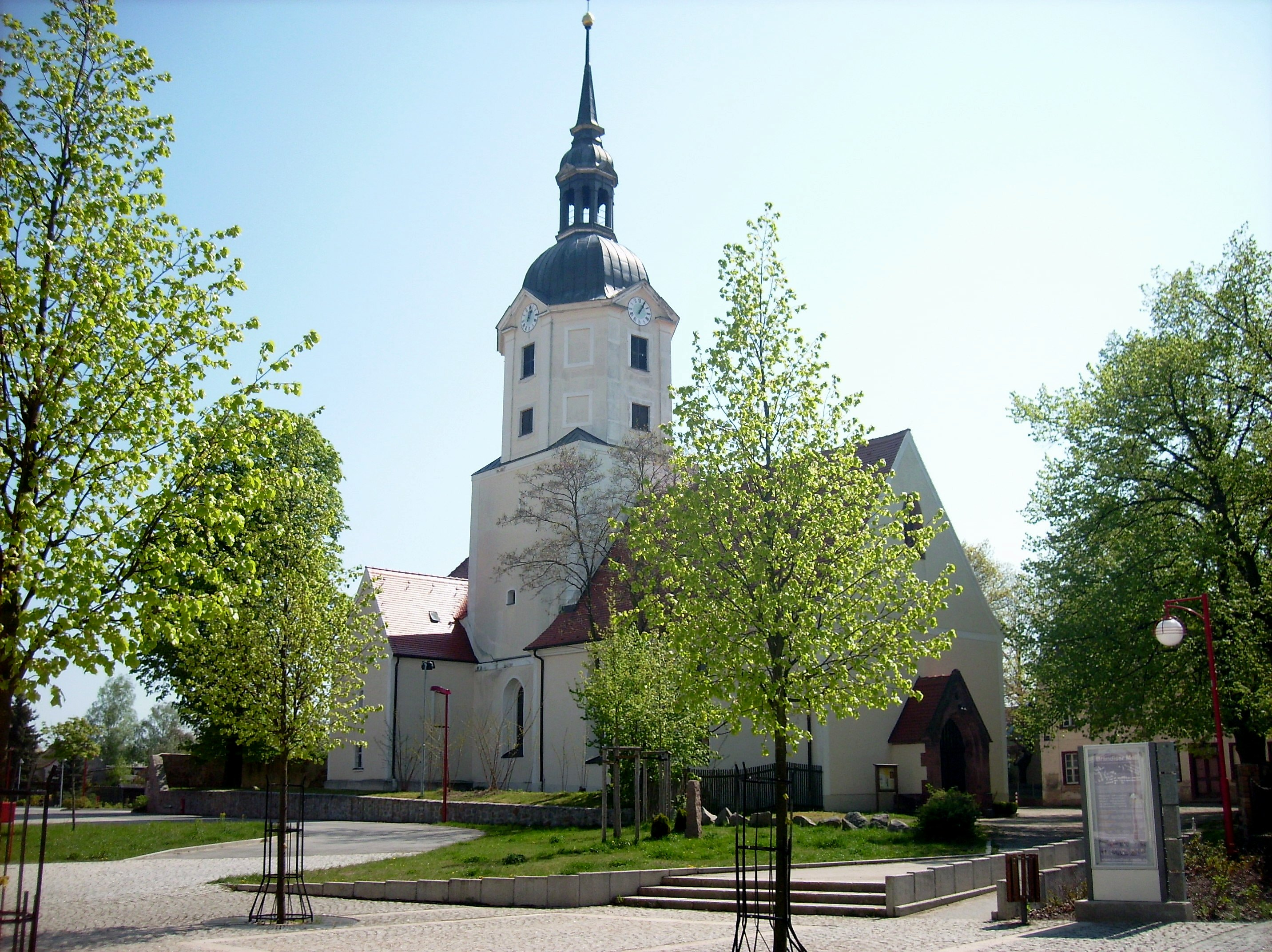
Evangelische Stadtkirche Brandis

Die Stadt Brandis wird erstmals 1121 als Brandeitz urkundlich erwähnt: Mit einem Dokument vom 5. Juni 1121 bestätigte Erzbischof Rüdiger von Magdeburg, dass er die Stadtkirche Brandis dem Kloster Neuwerk in Halle (Saale) geschenkt hat.
Der Name ist wohl eine Übertragung des Namens Brandis, einer Burg bei Meran in Südtirol. Parallelen finden sich mehrfach in Böhmen (siehe Brandýs). Im Jahr 1150 bekam die Siedlung Marktrechte. Seit dem 13. Jahrhundert werden in der Gegend Steine abgebaut. Die Bergkirche Beucha wird 1280 erstmals erwähnt. Unter dem Dreißigjährigen Krieg hatte die Stadt sehr zu leiden. Mehr als die Hälfte der Bevölkerung verlor ihr Leben.
Das von 1700 bis 1727 gebaute barocke Schloss Brandis war der Nachfolgebau des Schlosses, das 1696 beim größten Stadtbrand teilweise zerstört wurde und bereits früh im Kontext mit der gleichnamigen Herrschaft Brandis steht.
1938 wurde im Ortsteil Polenz ein Militärflugplatz gebaut.
Im Zuge der Gemeindegebietsreform wurde am 1. Januar 1999 aus der Stadt Brandis und der Gemeinde Beucha die neue Stadt Brandis gebildet.
Im Jahr 2014 gewann die Stadt Brandis als erste Kommune den Wettbewerb „Innovationskommune Sachsen“.
Eingemeindungen 
| Ehemalige Gemeinde       | Datum             | Anmerkung                            |
| ------------------------ | ----------------- | ------------------------------------ |
| Beucha                   | 1. Januar 1999    | Zusammenschluss, keine Eingemeindung |
| Cämmerei (Waldsteinberg) | 15. November 1929 |                                      |
| Kleinsteinberg           | 1. April 1938     | Eingemeindung nach Beucha            |
| Polenz                   | 1. Juni 1992      |                                      |
| Wolfshain                | 1. April 1938     | Eingemeindung nach Beucha            |

## Bevölkerung
| Jahr | Einwohner |
| ---- | --------- |
| 2002 | 9.859     |
| 2005 | 9.761     |
| 2010 | 9.587     |
| 2015 | 9.426     |
| 2020 | 9.638     |

| Jahr | Einwohner |
| ---- | --------- |
| 2021 | 9.646     |
| 2022 | 9.730     |
| 2023 | 9.744     |
| 2024 | 9.654     |

Stand: 31. Dezember des jeweiligen Jahres (Angaben des Statistischen Landesamtes Sachsen), ab 2011 auf Basis des Zensus 2011, ab 2022 auf Basis des Zensus 2022

## Politik

### Stadtrat
Der Stadtrat von Brandis besteht aus 22 Mitgliedern und dem Bürgermeister. Die Kommunalwahl am 9. Juni 2024 führte zu folgendem Ergebnis (frühere Wahlen sind unten tabellarisch aufgeführt):
| Liste                      | 2024   | 2024   | 2019   | 2019   | 2014   | 2014   |
| Liste                      | Sitze  | in %   | Sitze  | in %   | Sitze  | in %   |
| -------------------------- | ------ | ------ | ------ | ------ | ------ | ------ |
| AfD                        | 4      | 29,8   | 2      | 20,6   | –      | –      |
| Bürgerverein Brandis e. V. | 6      | 26,2   | 6      | 25,8   | 5      | 21,4   |
| Freie Wähler               | 4      | 17,9   | 3      | 16,4   | –      | –      |
| SPD                        | 2      | 11,5   | 4      | 17,8   | 5      | 21,1   |
| Linke                      | 2      | 7,8    | 3      | 13,2   | 5      | 20,7   |
| Grüne                      | 1      | 3,9    | 1      | 6,2    | 1      | 4,7    |
| Freie Sachsen              | 1      | 2,9    | –      | –      | –      | –      |
| CDU                        | –      | –      | –      | –      | 6      | 28,4   |
| NPD                        | –      | –      | –      | –      | –      | 3,7    |
| Insgesamt                  | 20     | 100    | 19     | 100    | 22     | 100    |
| Wahlbeteiligung            | 72,0 % | 72,0 % | 61,5 % | 61,5 % | 43,8 % | 43,8 % |

Bei der Wahl 2024 entfielen auf die AfD sechs Sitze, von denen zwei unbesetzt bleiben, weil die Partei nur vier Kandidaten nominiert hatte. Bei der Wahl 2019 entfielen auf die AfD fünf Sitze, von denen drei unbesetzt blieben, weil die Partei nur zwei Kandidaten nominiert hatte.

### Bürgermeister
- 1994–1999: Frank Mieszkalski (SPD)[13]
- 1999–2013: Andreas Dietze (CDU)[14]
- seit 2013: Arno Jesse (SPD)[15][16]

Jesse wurde in der Bürgermeisterwahl am 27. September 2020 mit 69,0 % der gültigen Stimmen für eine weitere Amtszeit von sieben Jahren in seinem Amt bestätigt.
| Wahl | Bürgermeister     | Vorschlag | Wahlergebnis (in %) |
| ---- | ----------------- | --------- | ------------------- |
| 2020 | Arno Jesse        | Jesse     | 69,0                |
| 2013 | Arno Jesse        | Jesse     | 64,2                |
| 2006 | Andreas Dietze    | CDU       | 57,2                |
| […]  |                   |           |                     |
| 1994 | Frank Mieszkalski | SPD       | 85,7                |

### Wappen
Beschreibung: In Silber drei rote Rosen mit grünen Kelchblättern und goldenem Butzen.

### Partnergemeinden
- Hohenhameln in Niedersachsen, vertragliche Partnerschaft seit 1990
- Freudental in Baden-Württemberg, seit den frühen 1990er Jahren lose Partnerschaft mit dem Ortsteil Beucha

## Sehenswürdigkeiten

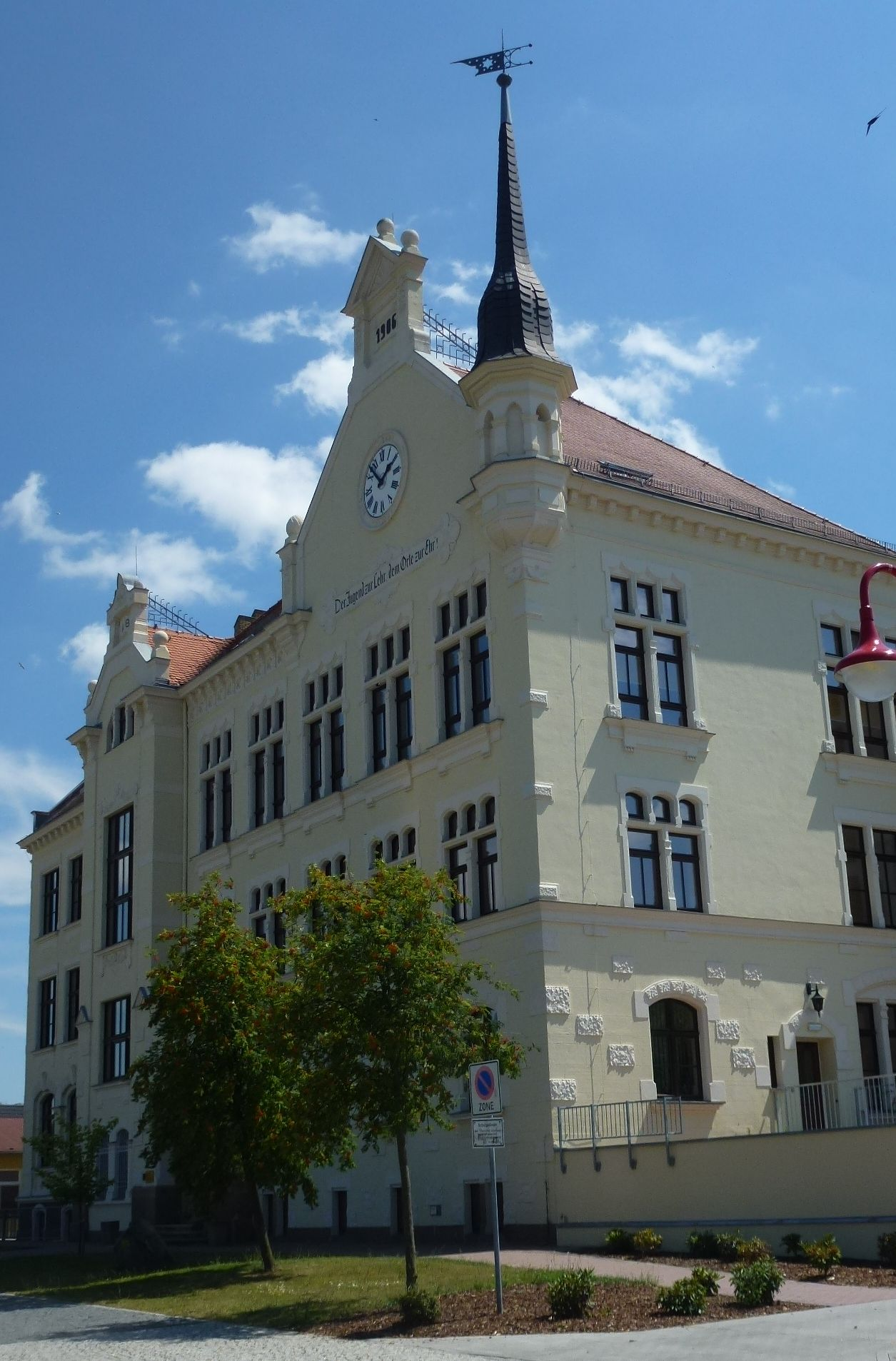
Gymnasium

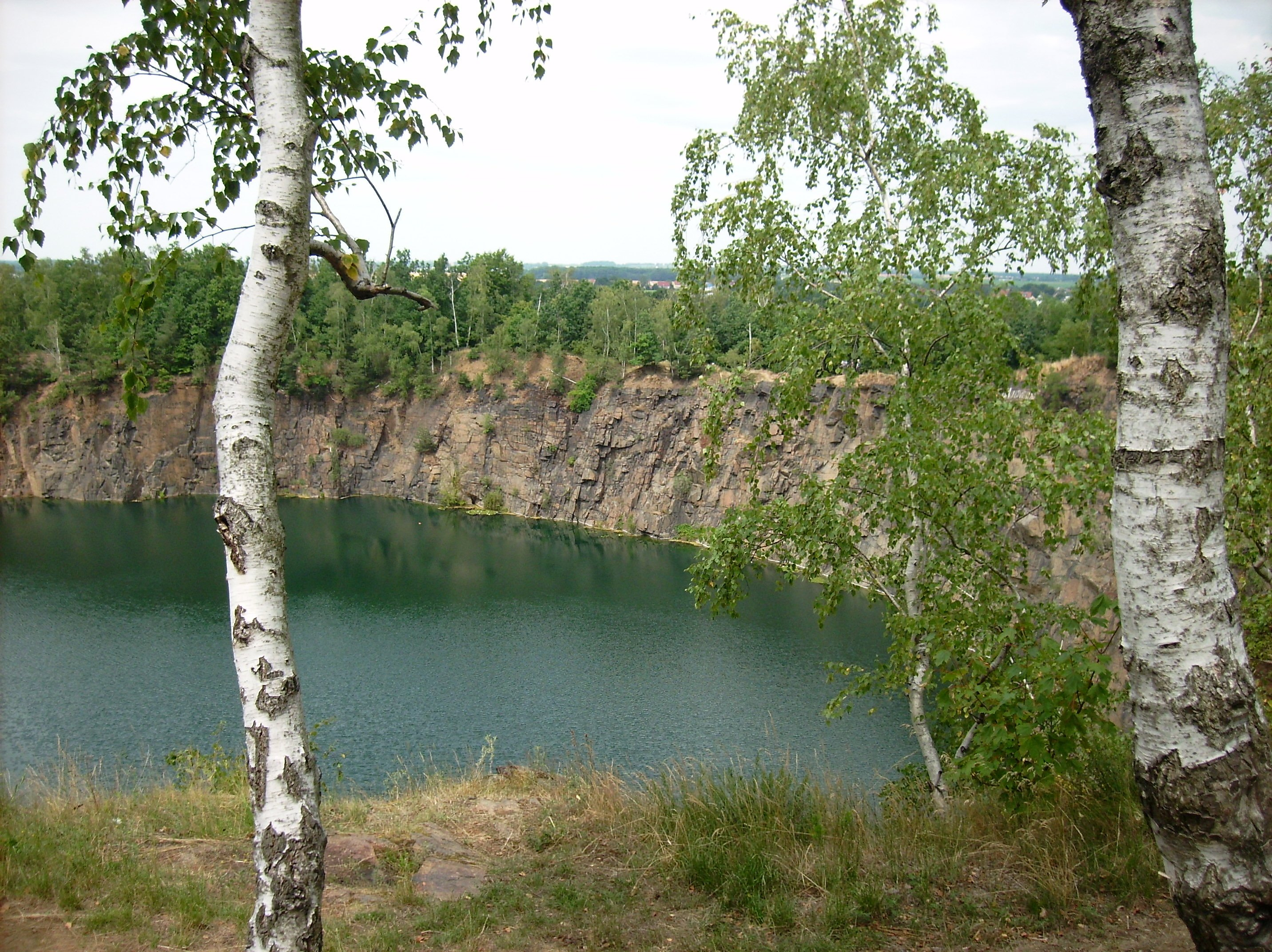
Westbruch am Kohlenberg

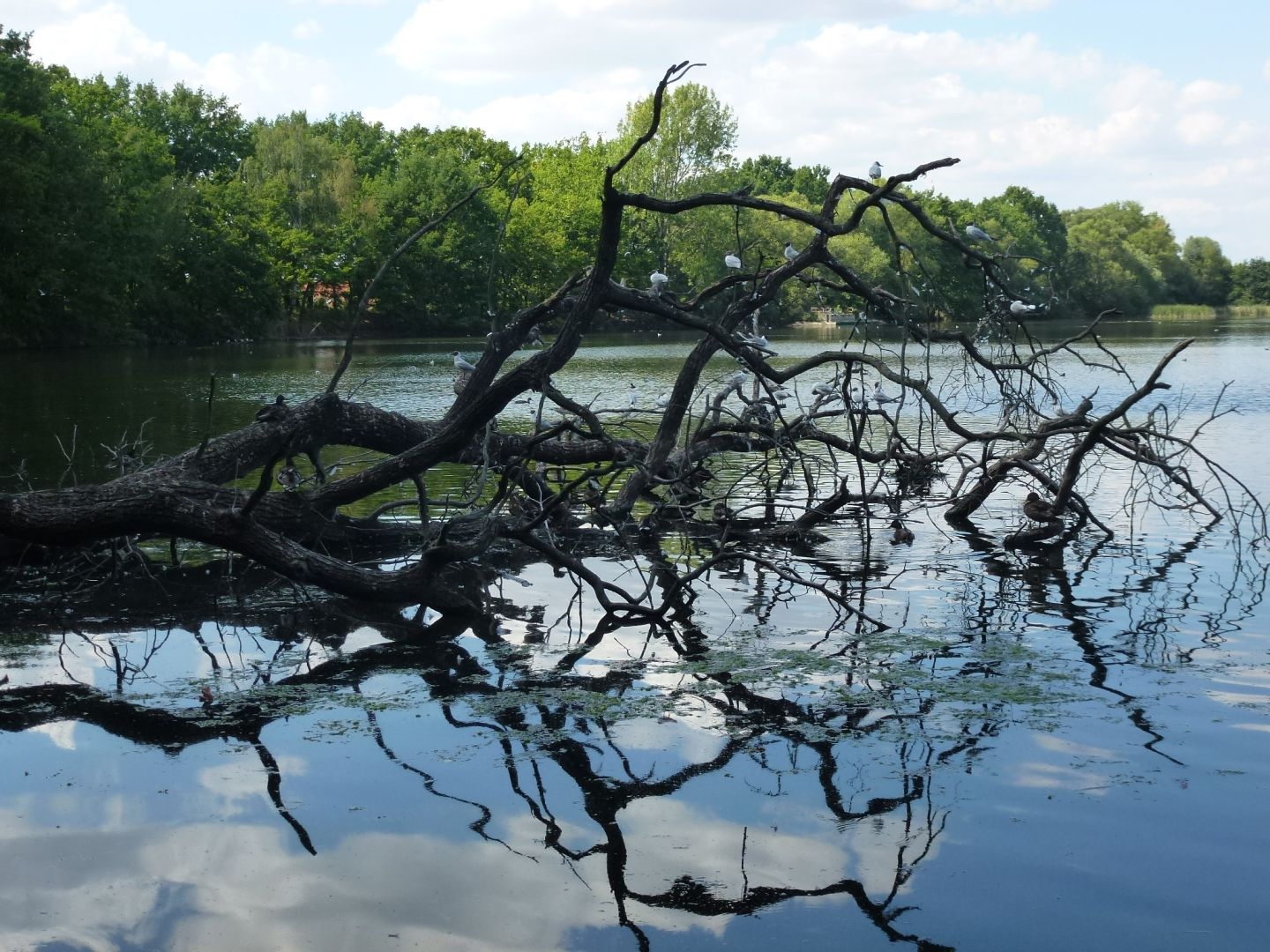
Kohlenbergteich

- Barockschloss Brandis mit ca. 3 ha großem Schlosspark, jetzt Wohnanlage
- Evangelische Stadtkirche Brandis mit barocker Ausstattung
- Donat-Orgel in der Stadtkirche von 1703[19]
- Bürgerschule, heute Gymnasium (1905–1906[20], späthistoristisch)
- Parkschlösschen, heute Parkschlösschen-Café – ehemals Restaurant mit Saal
- Ost- und Westbruch am Kohlenberg
- Kohlenbergteich mit vielen Wasservögeln
- Bergkirche Beucha
- Katholische Kirche Beucha
- Schloss Polenz, heute Seniorenresidenz
- Sowjetischer Ehrenhain auf dem Alten Friedhof mit Sammel- und Einzelgrabstätten für 147 sowjetische Kriegsgefangene, vier Kriegsgefangene aus Beucha und Borsdorf sowie 90 Frauen und Männer, die während des Zweiten Weltkrieges nach Deutschland verschleppt und Opfer von Zwangsarbeit in Wurzen und Zschadraß wurden.
- Siehe auch: Liste der Kulturdenkmale in Brandis
- Siehe auch: Liste der Naturdenkmale in Brandis

## Wirtschaft und Infrastruktur

### Wirtschaft
- Solarpark Waldpolenz auf einer 142 Hektar großen Fläche des ehemaligen sowjetischen Militärflugplatzes, von 2007 bis 2009 entstanden, 2011 erweitert. Zum Zeitpunkt der Inbetriebnahme im August 2009 handelte es sich um die größte deutsche Photovoltaikanlage und die zweitgrößte Anlage weltweit.

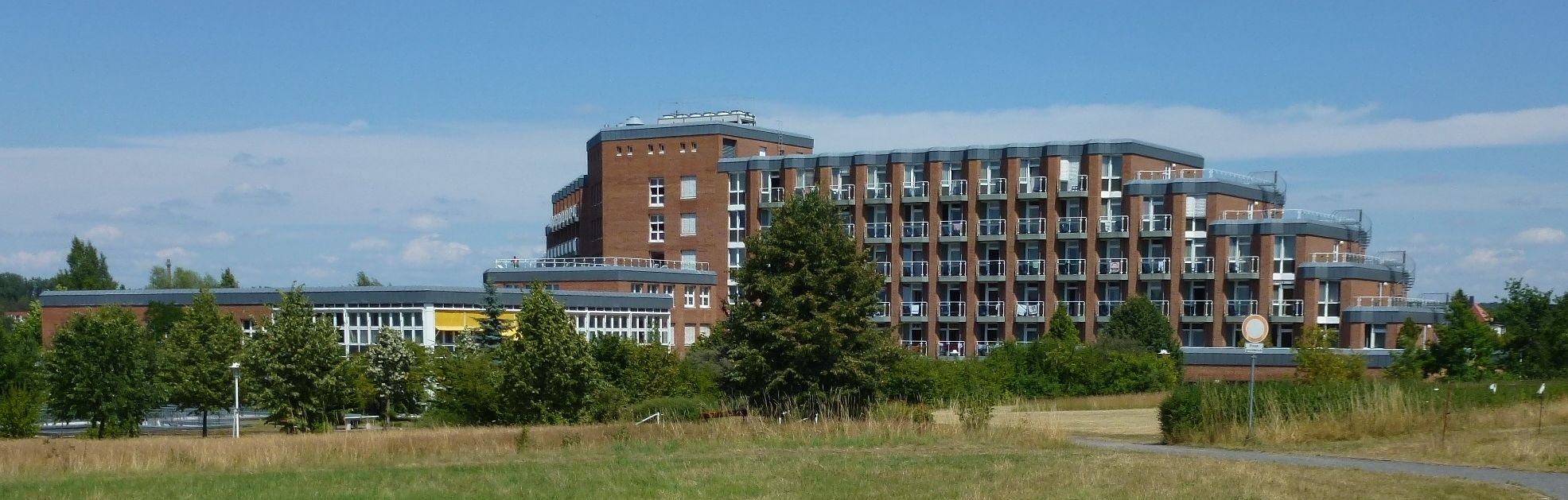
Fachklinikum

- Fachklinikum Brandis, Rehabilitationsklinik für Orthopädie, Rheumatologie, Psychosomatik und Neurologie. Eine Ganzkörperkältekammer erweitert das Therapiespektrum.

### Verkehr
Brandis liegt im Verbundgebiet des Mitteldeutschen Verkehrsverbundes und ist durch die Regionalbus Leipzig GmbH mit zwei PlusBus- sowie weiteren Regionalbuslinien an das Umland angebunden.
Die Bahnstrecke (Leipzig–)Borsdorf–Döbeln–Coswig(–Dresden) verläuft durch Beucha. Der Bahnhof Beucha wird von der Regionalbahnlinie RB 110 (Leipzig–Döbeln) bedient. 1898 und 1911 wurde in zwei Abschnitten die Bahnstrecke Beucha–Trebsen eröffnet. Sie wurde im Jahr 2006 für den Personenverkehr eingestellt.
Brandis liegt südlich der Bundesstraße B 6 und nördlich der Autobahn A 14, die über die Abfahrt Naunhof (ca. 4 km) erreichbar ist.

### Bildung
Rund 1.700 Schülerinnen und Schüler besuchen die Brandiser Schulen. In enger Nachbarschaft auf dem so genannten Campus befinden sich dabei eine 2-3-zügige Grundschule, eine 3-4-zügige Oberschule mit integrierter Hauptschule, ein 3-4-zügiges Gymnasium sowie eine Mehrzweckhalle. Eine Grundschule besteht auch im Ortsteil Beucha.

### Sport
Südlich der Stadt Brandis befinden sich mit dem Ostbruch und dem Westbruch zwei aufgelassene Steinbrüche am Kohlenberg. Beide wurden seit den 1920er Jahren als Leipziger Kletterschule zum Klettern erschlossen. Derzeit befinden sich 67 Kletterrouten bis zum 7. Sächsischen Schwierigkeitsgrad im Westbruch und 34 Routen bis zum 8. Sächsischen Schwierigkeitsgrad im Ostbruch.
Im Westbruch befindet sich auch ein Tauchrevier.

## Persönlichkeiten

### Söhne und Töchter der Stadt
- Wolf von Lindenau (1634–1710), kursächsischer Amtshauptmann, in Polenz geboren
- August Albanus (1765–1839), evangelischer Theologe, in Beucha geboren
- Christian Ludwig Nitzsch (1782–1837), Biologe, in Beucha geboren
- Ludolf Stephani (1816–1887), klassischer Archäologe, in Beucha geboren
- Eduard Stephani (1817–1885), Politiker (Nationalliberale Partei), in Beucha geboren
- Otto Dögel (1855–1891), Architekt
- Hermann Tempel (1878–1959), Politiker (SPD), in Cämmerei geboren
- Ludwig Stiglbauer (1905–1964), Fußballspieler
- Karl Bock (1922–2004), Kinderkardiologe
- Eberhardt Purrucker (1927–2019), Maler und Grafiker, in Polenz geboren
- Anneliese Zänsler (1927–2023), Opern- und Operettensängerin, in Cämmerei geboren
- Gerhard Aßmus (* 1928), Sportschütze
- Siegfried Hönicke (1935–2018), Kameramann
- Wolfgang Dehler (1936–2003), Schauspieler, in Beucha geboren
- Peer Wyboris (1937–2008), Jazzmusiker
- Andreas Reuter (* 1949), Professor für Informatik
- Hans-Jürgen Kinne (* 1955), Fußballspieler
- Stefan Altner (* 1956), Musikwissenschaftler, Geschäftsführer des Thomanerchores in Leipzig

### Persönlichkeiten mit Bezug zu Brandis
- Raymund Brachmann (1872–1953), Architekt, lebte in Waldsteinberg
- Kurt Fiedler (1933–2021), Professor für Bautechnologie, lebte in Brandis
- Günter Bergt (* 1943), Politiker (PDS), Vorsitzender der LPG in Brandis
- Karsten Kühn (* 1989), Schauspieler, in Brandis aufgewachsen
- André Bautzmann (* 1990), Kabarettist, lebt in Brandis